# Werner Schubert (Journalist)
Werner Schubert (* 4. Januar 1929 in Chemnitz) ist ein ehemaliger deutscher Journalist. Er war von 1987 bis 1989 Chefredakteur der SED-Bezirkszeitung „Märkische Volksstimme“ in der DDR.

## Leben
Schubert, Sohn eines Arbeiters, besuchte die Volksschule und erlernte den Beruf  des Drehers. Nach der Lehre arbeitete er im Beruf und trat 1947 in die SED ein. Von 1948 bis 1952 diente er bei der Deutschen Grenzpolizei, zuletzt mit dem Dienstgrad Hauptwachtmeister.
Ab 1952 arbeitete er als Redakteur bzw. Redaktionssekretär bei der „Märkischen Volksstimme“ in Potsdam. Ein Studium an der KMU Leipzig von 1959 bis 1963 schloss er als Diplom-Journalist ab. Von 1974 bis 1987 fungierte er als stellvertretender Chefredakteur und von August 1987 bis 1989 als  Chefredakteur der „Märkischen Volksstimme“ (Nachfolger des zum Sekretär der SED-Bezirksleitung Potsdam berufenen Peter Trommer). Er war ab 1987 Mitglied der SED-Bezirksleitung und Vorsitzender des Bezirksverbandes Potsdam des Verbandes der Journalisten der DDR.